# Uszatka kreskowana
Uszatka kreskowana (Asio solomonensis) – gatunek średniej wielkości ptaka z rodziny puszczykowatych (Strigidae). Powszechnie występuje na Wyspach Salomona, w tym Wyspie Bougainville’a. Zasiedla tereny nizinne bądź górzyste lasy, na wysokości najczęściej do 800 metrów nad poziomem morza.

## Systematyka
Przez wielu autorów umieszczana w monotypowym rodzaju Nesasio. Nie wyróżnia się podgatunków.

## Cechy rozpoznawcze
Długość ciała wynosi około 38 cm; długość skrzydła około 300 mm, a ogona – około 170 mm.
Szlara jest rdzawo-rudawa z białym obramowaniem. Wewnętrzna część talerzowo ułożonych piór wokół dzioba jest również koloru białego. Uszatka kreskowana ma ciemnobrązowe upierzenie wierzchu ciała w rude cętki, a jego spód jest intensywnie ochrowy (żółtobrunatny), w ciemnobrązowe pasemka. Obie płcie są do siebie podobne, choć samice są nieco większe. Ten gatunek jest często mylony z pójdźką melanezyjską, która jest jednak mniejsza i ma dużo mniej prążkowania na spodniej części ciała. Wyglądem również przypomina wymarłą już sowicę białolicą.
Wydaje odgłosy podobne do ludzkiego pisku. Natężenie jej głosu oraz ton wzrasta, a każdy dźwięk jest powtarzany wielokrotnie w odstępach 10-sekundowych.

## Występowanie
Występuje na Wyspie Bougainville’a należącej do Papui-Nowej Gwinei oraz na wyspach Choiseul i Santa Isabel należących do Wysp Salomona. Osiedla się na obszarach nizinnych i zalesionych wzgórzach, najczęściej w lasach pierwotnych, czasem w przyległych lasach wtórnych oraz na skraju lasów, na wysokości do co najmniej 2000 metrów nad poziomem morza.

## Zachowanie
Mimo że zazwyczaj zagnieżdża się w dziuplach oraz pęknięciach drzew, może występować na pokrytych epifitami gałęziach ogromnych drzew figowych (Ficus spp.), zarówno w pierwotnych zalesieniach, jak i w pobliżu ogrodów oraz skrajów lasu.

## Status
Międzynarodowa Unia Ochrony Przyrody (IUCN) od 2023 roku uznaje uszatkę kreskowaną za gatunek bliski zagrożenia (NT – Near Threatened). Wcześniej – od 1994 roku miała ona status gatunku narażonego (VU – Vulnerable), a od 1988 roku – gatunku bliskiego zagrożenia.
Ptak ten żeruje głównie na torbaczach z rodziny pałankowatych, w szczególności na pałance szarej (Phalanger orientalis). Uszatce kreskowanej może zagrażać nadmierne odławianie tego gatunku przez ludzi, jednak pierwszorzędnym powodem wymierania gatunku jest utrata siedlisk spowodowana wyrębem lasów.